# Die Bücherverbrennung und das Begraben von Gelehrten bei lebendigem Leibe

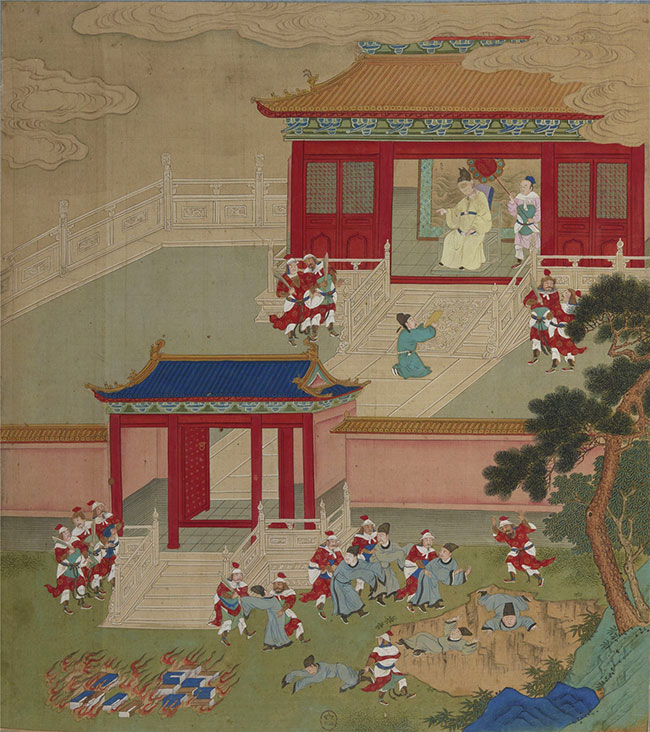
Die Bücherverbrennung und das Begraben von Gelehrten bei lebendigem Leibe (18. Jahrhundert chinesische Malerei)

Die Bücherverbrennung und das Begraben von Gelehrten bei lebendigem Leibe (chinesisch 焚書坑儒 / 焚书坑儒, Pinyin fénshū kēngrú), in traditioneller chinesischer Historiographie, waren großangelegte Maßnahmen des Ersten Kaisers von China, Qin Shihuangdi (r. 259 v. Chr.–210 v. Chr.), gegen Klassiker der Literatur des Konfuzianismus und anderer Denkströmungen und gegen konfuzianische u. a. Gelehrte.
Im Jahr 213 v. Chr. wurden traditionelle Bücher wie das Buch der Lieder (Shijing) und das Buch der Urkunden (Shujing) beschlagnahmt und verbrannt. Laut der traditionellen Interpretation wurden im darauffolgenden Jahr (212 v. Chr.) 460 Gelehrte lebendig begraben. Der wichtigste Nachweis für dieses Ereignis ist seine Nennung in den Historischen Aufzeichnungen (Shiji) von Sima Qian (ca. 145 v. Chr.–90 v. Chr.). Jedoch zweifeln einige westliche und chinesische Historiker an der Glaubwürdigkeit dieses Ereignisses. Sie glauben, dass Sima Qian absichtlich das Beispiel der barbarischen Politik Qin Shihuangdis nennt, um ihn in ein schlechtes Licht zu rücken. Der andere Grund für die Zweifel ist, dass der Text von Sima Qian nicht korrekt verstanden und die Bedeutung seiner Wörter verfälscht wurde.
Laut den Anhängern der traditionellen Interpretation erwähnen weitere chinesische Gelehrte des Altertums, dass die Maßnahmen einen großen Einfluss auf die chinesische Geschichte und Gesellschaft dieser Zeit hatten. Obwohl durch die Bücherverbrennung und das Begraben von Gelehrten bei lebendigem Leibe der Konfuzianismus einen sehr schweren Schlag erlitt, wurde er nach dem Tod von Qin Shihuangdi und der späteren Gründung des Han-Kaiserreichs (206 v. Chr.–220 n. Chr.) rehabilitiert.

## Die Traditionelle Interpretation

### Bücherverbrennung
In den Jahren 361–338 v. Chr., am Ende der Ost-Zhou-Periode (770–256 v. Chr.), formten sechs große Staaten eine Union. Der Staat Qin wurde nicht in diese Union aufgenommen. Deswegen leitete der Qin-Herrscher Xiaogong eine Selbststärkungspolitik ein, und der Philosoph und Politiker Shang Yang (390–338 v. Chr.) wurde eingeladen, um den Staat zu reformieren. Shang Yang gehörte zu den Legalisten und führte seine Reformen nach den Methoden des Legalismus durch. Der Kern des Legismus war die Oberhoheit des Gesetzes und die Notwendigkeit der Strafmaßnahmen. Seine Reformen hatten langfristig positive Wirkungen für Qin, das dadurch gegen Ende der Ost-Zhou-Periode zum stärksten Staat wurde und seine Nachbarstaaten erobern konnte. Schwerpunkte von Shang Yangs Politik waren Landwirtschaft, die Stärkung des Militärs, strikte Befolgung der Gesetze und die Verhinderung konfuzianischen klassischen Gedankenguts. Shang Yang war davon überzeugt, dass ein Staat, in dem der Legalismus die Staatsideologie ist, keine weiteren Ideologien, wie z. B. den Konfuzianismus, braucht.
Nachdem Qin Shihuangdi die Macht erlangt hatte, vereinigte er die Teilstaaten der Zhou-Zeit zu einem neuen, einheitlichen und starken Kaiserreich. Sein Premierminister Li Si (280 v. Chr.–208 v. Chr.) war wie Shang Yang auch Anhänger des Legalismus. Sima Qian schreibt in seinen Historischen Aufzeichnungen, dass die Bücherverbrennung die Idee des Premierministers Li Si war.
Original-Text:
古者天下散亂，莫之能一，是以諸侯并作，語皆道古以害今，飾虛言以亂實，人善其所私學，以非上之所建立。今皇帝并有天下，別黑白而定一尊。私學而相與非法教，人聞令下，則各以其學議之，入則心非，出則巷議，夸主以為名，異取以為高，率群下以造謗。如此弗禁，則主勢降乎上，黨與成乎下。禁之便。臣請史官非秦記皆燒之。非博士官所職，天下敢有藏詩、書、百家語者，悉詣守、尉雜燒之。有敢偶語詩書者棄市。以古非今者族。吏見知不舉者與同罪。令下三十日不燒，黥為城旦。所不去者，醫藥卜筮種樹之書。若欲有學者，以吏為師。
Übersetzung:
Im Altertum war das Reich gespalten und in Aufruhr. Es gab niemanden, der es vereinigen konnte. Deshalb erschienen mehrere Könige zur gleichen Zeit. Zu dieser Zeit lobten die Gelehrten das Altertum, zum Schaden der Gegenwart. Sie erschufen schöne Lügen zum Nachteil der Wahrheit. Sie schätzten nur ihre eigene Lehre und leugneten das, was von den damaligen Herrschern geschaffen wurde.
Jetzt haben Sie, der Kaiser, alles unter dem Himmel vereinigt, haben das Schwarze vom Weißen getrennt und haben eine einheitliche Lehre geschaffen, die von der Bevölkerung geachtet wird. Jedoch unterstützen sich die Anhänger der privaten Lehre und sprechen sich gegen die neue Gesetzgebung aus. Jedes neue Gesetz wird von ihnen sofort auf der Basis ihrer eigenen Lehre diskutiert. Beim Eintreten in den Palast verurteilen sie alles, und nachdem sie hinausgegangen sind, fangen sie auf den Straßen wieder an zu diskutieren. Die Kritik am Herrscher gilt unter ihnen als Heldenmut. Das Verwenden anderer Lehren wird als Verdienst angesehen. Sie scharen niedere Menschen um sich und säen in ihnen den Hass gegen den Herrscher. Wenn man dies nicht verbietet, so wird die Position des Herrschers geschwächt, und es werden sich neue Parteien und Gruppen unter ihm bilden. Deshalb sollte man das alles verbieten.
Ich schlage vor, dass die Beamten-Chronisten alle Aufzeichnungen außer den Qin-Annalen verbrennen. Alle unter dem Himmel, mit Ausnahme der Gelehrten am Hof, die das Shijing, das Shujing und Aufsätze von Philosophen der Hundert Schulen bei sich lagern, müssen sich beim Gouverneur oder beim Oberbefehlshaber der Armee einfinden, um dort die Bücher auf einen Haufen zu werfen und zu verbrennen. Alle, die es danach noch wagen über Shijing, Shujing zu reden, müssen öffentlich hingerichtet werden. Jeder, der das Vergangene benutzt, um das Gegenwärtige zu verleumden, wird samt seiner Sippe hingerichtet. Beamte, die dies zur Kenntnis nehmen, es aber nicht melden, muss man genauso hinrichten. Diejenigen, die dreißig Tage nach Erlass des Gesetzes die Bücher nicht verbrannt haben, sind zu brandmarken und zu Zwangsarbeit beim Bau von Burgmauern zu verurteilen. Bücher über Medizin, Landwirtschaft und Weissagung sollte man nicht verbrennen. Diejenigen, die willig sind, die Gesetze von Qin zu studieren, sollen sich Beamte als Lehrer nehmen.
[Interpretation:]
Die Maßnahmen, die Li Si einführte, sind ein Nachweis der diktatorischen Zensur und des Regierungsdrucks in der Qin-Zeit. Li Si sah die Problematik des vormaligen Regimes in der Spaltung des Staates. Außerdem sah er Aufgeklärtheit und die freie Interpretation konfuzianischer Bücher, wie Shi und Shu, als Bedrohung des Staates an. Der Premierminister war überzeugt, dass der grundlegende Faktor einer starken Staatsregierung die Einheit des Staates mit Hilfe des Gesetzes sei. Die Gleichschaltung der Gedanken der Menschen sollte in erster Linie durch die Gleichschaltung der schriftlichen Quellen bewerkstelligt werden. Der Herrscher erzwang diese per Gesetz. Die Politik dieses Regimes führte dazu, dass viele Menschen hart bestraft wurden und immer in Angst vor der Strafe lebten. Li Si hatte nur befohlen, grundlegende philosophische Bücher zu vernichten, aber nicht die Bücher die zu anderen wichtigen Sparten gehörten, wie Medizin, Landwirtschaft oder Weissagung. Ungeachtet dessen hatten spezielle beamtete Gelehrte (boshiguan) mit Erlaubnis des Staates Zugang zu diesen Büchern. Der Premierminister versuchte nicht nur, die Erinnerung an bestimmte vormalige Zeiten auszulöschen, sondern überhaupt keine geschichtlichen Aufzeichnungen über andere Regierungspraktiken zuzulassen, die von Qin-Untertanen zur Kritik gegen den Staat hätten verwendet werden können.

### Begräbnis der Gelehrten
Qin Shihuangdi hatte den Traum, das Elixier der Unsterblichkeit zu bekommen. 215 v. Chr. schickte er eine Gruppe von Gelehrten nach Osten auf die heiligen Inseln, wo die Unsterblichen leben sollten. Im Laufe ihrer Reise fanden sie jedoch nichts und schickten deshalb falsche Nachrichten an Qin Shihuangdi. 212 v. Chr. kamen einzelne Gelehrte zurück in die Hauptstadt. Weil die Gelehrten mit leeren Händen zurückkehrten, hatten einige von ihnen Angst, hingerichtet zu werden, und versteckten sich. Qin Shihuangdi war sehr verärgert darüber. Sima Qian schreibt:
Originaltext:
始皇聞亡，乃大怒曰：「吾前收天下書不中用者盡去之。悉召文學方術士甚眾，欲以興太平，方士欲練以求奇藥。今聞韓眾去不報，徐巿等費以巨萬計，終不得藥，徒姦利相告日聞。盧生等吾尊賜之甚厚，今乃誹謗我，以重吾不德也。諸生在咸陽者，吾使人廉問，或為訞言以亂黔首。」於是使御史悉案問諸生，諸生傳相告引，乃自除犯禁者四百六十餘人，皆阬之咸陽，使天下知之，以懲後。益發謫徙邊。
Übersetzung:
Als Qin Shihuangdi von der Flucht der Gelehrten hörte, wurde er sehr wütend und sagte: „Früher habe ich alle Bücher unter dem Himmel eingesammelt und alle unnötigen aussortiert. Ich habe viele Gelehrten und Adepten (wenxue fangshushi) versammelt, um mit ihrer Hilfe den Großen Frieden zu schaffen. Die Adepten versprachen mir das Elixier der Unsterblichkeit.
Ich habe vor kurzem erfahren, dass Han Zhong, bevor er irgend etwas vorweisen konnte, geflohen ist, dass Xu Shi und Andere riesige Summen an Geld verschwendet haben, aber nichts fanden, jedoch in ihren niederen, eigennützigen Interessen jeden Tag von Erfolgen berichteten. Ich habe Lu Shen und Andere reich belohnt, doch jetzt verschmähen sie mich und beschuldigen mich des Mangels an Tugend. Was die Gelehrten in Xianyang betrifft, habe ich Leute zur Untersuchung gesendet, um festzustellen, wer von ihnen hinter meinem Rücken, über mich Schlechtes verbreitet, um Zwist bei den gemeinen Leuten zu säen.“
Qin Shihuangdi entsandte kaiserliche Historiker, um alle Gelehrten (zhusheng) zu befragen. Die Gelehrten fingen an, sich gegenseitig etwas anzuhängen, um ihre eigene Unschuld zu beweisen. 460 Gelehrte wurden des Regel- und Gesetzesbruchs beschuldigt und wurden in Xianyang allesamt hingerichtet. Der Kaiser ließ ein Exempel statuieren, so dass jeder unter dem Himmel davon in Kenntnis gesetzt wurde. Eine noch größere Zahl von Gelehrten wurde an die Grenze geschickt.
Interpretation:
Laut der traditionellen Interpretation, hatte Qin Shihuangdi Angst vor heimlichen Anschlägen. Nachdem er belogen worden war, fing er an, misstrauisch gegenüber konfuzianischen Gelehrten zu sein, und sah Konfuzianer als Bedrohung der Staatssicherheit. Deshalb befahl er, die Gelehrten, die gegen das Regime waren, zu finden und zu exekutieren. Außer dem o.a. Zitat gibt es noch drei weitere Erwähnungen im Shiji, in denen es um das Begraben der Gelehrten geht.
Die barbarische Hinrichtung der Gelehrten hatte fatale Auswirkungen auf den Konfuzianismus. Dadurch und durch die weitere Verfolgung der Konfuzianer, die die soziale Elite dieser Zeit bildeten, verlor das Qin-Reich gebildete und würdige Vertreter der Gesellschaft. Viele der Gelehrten mussten versteckt leben aus Angst vor der Verfolgung und Bestrafung.

## Andere Interpretationen
Einige chinesische und westliche Sinologen und Historiker zweifeln an der Glaubwürdigkeit der brutalen Maßnahmen, die von Qin Shihuangdi verübt worden sein sollen. Michael Nylan schreibt, dass die Bücherverbrennung nicht so radikale Formen annahm oder nie passiert sei. Die amerikanische Sinologin glaubt, dass mehrere konfuzianische Gelehrte am Kaiserhof Qin Shihuangdis sich immer noch schwerpunktmäßig mit Shi und Shu befassten und diese bearbeiteten. Sie hält dafür, dass Shi, Shu und Yijing gar nicht vernichtet wurden und dass es unwahrscheinlich ist, dass auch andere klassische Werke zu Schaden gekommen sind, weil sie keine Qin-feindlichen Inhalte besaßen. Martin Kern, ein anderer Sinologe, ist auch gegen die traditionelle Interpretation der Qin-Geschichte. Er zeigt, dass es vor dem Shiji von Sima Qian keine Erwähnung dieser Maßnahmen gibt. Eine andere Erwähnung stammt von Wei Hong, dem Verfasser des Vorworts des Shujing, der im ersten Jahrhundert nach Christus gelebt hat. Wei Hong interpretiert die Politik Qin Shihuangdis als anti-konfuzianisch. Die feste Aussage fenshu kengru (Bücherverbrennung und Begräbnis der Gelehrten) ist nur in der Shujing-Version von Kong Anguo 317 n. Chr. zum ersten Mal belegt. Der moderne chinesische Gelehrte Li Kaiyuan spricht von Widersprüchen im Shiji. Am Anfang des Shiji-Abschnitts werden die Gelehrten, die auf die Suche nach dem Elixier der Unsterblichkeit geschickt wurden, fangshi (chinesisch 方士, Pinyin fāngshì) genannt, am Ende dagegen zhusheng (chinesisch 諸生, Pinyin zhūshēng). Li Kaiyuan glaubt, dass fangshi die Adepten waren, die der daoistischen Philosophie anhingen, aber das Wort zhusheng ist in diesem Fall unklar, es kann sowohl auf Adept als auch einen konfuzianischen Gelehrten verweisen. Die Unklarheiten in den historischen Werken lassen an deren Glaubwürdigkeit zweifeln.

## Neubewertung der Sozialpolitik von Qin Shihuangdi
Qin Shihuangdi war der erste Herrscher in der chinesischen Geschichte, der verschiedene chinesische Staaten zu einem großen und starken Reich vereinigte. Außerdem hat er das erste Rechtssystem aufgebaut. Das Gesetz nahm die höchste Stelle in der Gesellschaft ein, und alle Bürger des Qin-Staates waren verpflichtet, sich ihm zu fügen, unabhängig von der sozialen und materiellen Position. Der strenge Regierungsstil, große Bauprojekte, z. B. die chinesische Mauer oder der Kaiserpalast in der Hauptstadt, führten zu großen sozialen Spannungen. Einige konfuzianische Gelehrte empfahlen Qin Shihuangdi, den Staat zu teilen wie in der früheren Zhou-Zeit, um soziale Spannungen zu vermindern. Der Premierminister Li Si kritisierte die Konfuzianer genau in diesem Punkt streng, weil er glaubte, dass nur ein vereinigtes Qin-Reich stark bleiben könne. Die Stellung der konfuzianischen Gelehrten gegen die Regierung führte zu anti-konfuzianischer Politik und anti-konfuzianischen Maßnahmen. Das Verbot des Konfuzianismus beeinflusste die Gesamtheit der Staatsideologie des Qin-Reichs. Außerdem entsprach die neue Staatsideologie nicht den damaligen Traditionen, die auf Grundlage der Ideen des Konfuzius basierten.